# فوتيوس فيسك
فوتيوس فيسك (باليونانية: Φώτιος Καβασάλης Φισκ؛ يناير 1807/1809-4 فبراير 1890)، ويُعرف أيضًا باسم فوتيوس كافاساليس أو كافاساليس، هو رجل دولة يوناني أمريكي وعالم نبات وفاعل خير ورجل دين وإبطالي وناشط في مجال الحقوق المدنية. يشتهر بضغطه لإنهاء الجلد في الولايات المتحدة في القوات البحرية الأمريكية. أقر الكونغرس القانون رسميًا في عام 1850. كان التشريع مفيدًا للعبيد العاملين في البحرية الأمريكية على وجه الخصوص. موّل فيسك عددًا لا يحصى من قضايا إلغاء العبودية وأقام العديد من النصب التذكارية لمؤيدي إلغاء العبودية. كانت بشرته بلون الزعفران أو البرونز. كرس فوتيوس حياته للفقراء والمعدمين.

## النشأة
ولد فوتيوس كافاساليس فيسك في جزيرة هيدرا. انتقلت عائلته إلى سميرنا حين كان في سن صغير، إذ عمل والده محاسبًا في شركة تجارية. في حوالي عام 1814، قضى وباء على معظم عائلة كافاساليس. توفي والده ووالدته وشقيقاه وشقيقتاه. أصيب فوتيوس أيضًا بالطاعون لكنه تعافى. انتقل فوتيوس إلى مالطا ليعيش مع أخيه الأكبر أثناسيوس. بدأت حرب الاستقلال اليونانية في عام 1821. كان فوتيوس يبلغ من العمر آنذاك ثلاثة عشر عامًا تقريبًا. انضم شقيقه أثناسيوس إلى الثورة اليونانية وخاض العديد من المعارك.
خلال صيف عام 1822، التقى كافاساليس بالمبشر الديني الأمريكي بليني فيسك. كان كافاساليس يعيش مع عمه باناغيس مانيسيس. قرر كافاساليس أن يصبح مبشرًا. استشار عمه كاهنًا محليًا وأراد شرحًا كاملًا للدراسة التوراتية التي سيتلقاها ابن أخيه في أمريكا. استفسر الكاهن الأرثوذكسي عن الممارسات التعليمية للمبشرين. قرر الكاهن جون كارافيلس أن يرسل ابنه أناستاسيوس مع كافاساليس. أُمر فوتيوس بعدم الزواج. صعد الصبيان على متن سفينة تسمى أمريكا في مالطا. كانا يتقنان اليونانية والإيطالية والمالطية. لم يكن أي منهما يتحدث الإنجليزية.
وصل الصبيان إلى الولايات المتحدة في عيد ميلاد جورج واشنطن في 22 فبراير 1823. سافر الطفلان في جميع أنحاء نيو إنجلاند وشاهدا الكنائس الأكثر فخامة. حين وصلا إلى بوسطن، التقيا بالعديد من الأمريكيين المميزين. التقيا أيضًا بالرئيس السابق جون كوينسي آدامز. أُرسل الشابان إلى المدرسة التبشيرية في كورنوال في كونيتيكت. تلقيا تعاليمهما على يد السيد داجيت، مدير المدرسة. تعلما اللغة الإنجليزية الأساسية. كان الصبيان صغيرين وبعيدين عن موطنهما. التقى الشابان بحاكم ولاية كونيتيكت المدعو أوليفر وولكوت جونيور. دعاهما إلى منزله في إجازتهما اللاحقة. أعلم ديكون لوميس الشابين فوتيوس وأناستاسيوس أنهما لن يستطيعا السفر إلى منزل الحاكم، إذ توجب عليهما حرث الحقول خلال العطلة الصيفية. عاشا في مدرسة ريفية وتعلما فيها. عصى الصبيان لوميس وسافرا سرًا إلى منزل الحاكم. اعتقدت البلدة بأكملها أنهما ماتا غرقًا. استمتع الصبيان بإجازتهما الصيفية وعاشا مثل الملوك. تدخل الحاكم وسُمح لهما بالعودة إلى المدرسة لمتابعة تعليمهما.
بحلول أواخر خريف عام 1823، نقل فوتيوس وأناستاسيوس إلى نيو هافن كونيتيكت. تعلما اللغة الإنجليزية. التحقا بأكاديمية هوبكنز في نيو هافن كونيتيكت. بقيا في المؤسسة لمدة عامين. رافقا القس الدكتور هيريك. درس الصبيان اللغة الإنجليزية واليونانية اللاتينية والحساب والجبر والجغرافيا وباقي المواد المطلوبة. كان الصبيان يستعدان للالتحاق بالجامعة في أمهيرست ماساتشوستس، ولكن مجلس البعثات الأجنبية فصل فوتيوس وأناستاسيوس عن بعضهما للأسف، ولم يعودا يعيشان معًا.
أُرسلا إلى أمهيرست والتحقا بأكاديمية تابعة لكلية أمهيرست. استعدا للالتحاق بكلية أمهيرست في هذه الأكاديمية التي اعتُبرت مرحلة ما قبل الكلية. تعلما اللغة اليونانية واللاتينية والجبر والهندسة وعلم الفلك وعدة فروع أخرى. لم يُسمح لفوتيوس وأناستاسيوس بمغادرة الكلية لأنهما من دولة أجنبية. كانا بحاجة إلى إذن خاص مثل إجازة خلال العطلة الصيفية. دعا نجل قس بارز فوتيوس لقضاء إجازة في براتلبورو في فيرمونت. حذره أناستاسيوس وتوسل إليه ألا يغادر. استمتع فوتيوس بصيف رائع وركب الخيل في فيرمونت. عاد فوتيوس إلى أمهيرست في الخريف وأبلغه رئيس كلية أمهيرست المدعو هيمان همفري بقرار طرده. كانت تلك ثاني مخالفة له لقوانين مجلس البعثات الأجنبية. أُرسل فوتيوس إلى عمه في مالطا. واصل أناستاسيوس دراسته لكنه قرر ألا يصبح قسًا ودرس القانون بدلًا من ذلك.